# Bellulia
Bellulia là một chi bướm đêm thuộc họ Erebidae.

## Các loài
- Nhoám loài kareni
  - Bellulia kareni Fibiger, 2008
- Nhóm loài laosiensis
  - Bellulia laosiensis Fibiger, 2008
- Nhóm loà nilssoni
  - Bellulia nilssoni Fibiger, 2008
- Nhóm loài lacii
  - Bellulia lacii Fibiger, 2008
- Nhóm loài galsworthyi
  - Bellulia galsworthyi Fibiger, 2008
  - Bellulia kononenkoi Fibiger, 2008
- Nhóm loài bella
  - Bellulia mariannae Fibiger, 2008
  - Bellulia parabella Fibiger, 2008
  - Bellulia bella Fibiger, 2008
  - Bellulia hanae Fibiger, 2008
- Nhóm loài suffusa
  - Bellulia suffusa Fibiger, 2008
- Nhóm loài wui
  - Bellulia incognita Fibiger, 2008
  - Bellulia nepalensis Fibiger, 2008
  - Bellulia wui Fibiger, 2008
- Nhóm loài antemediana
  - Bellulia frateriana Fibiger, 2008
  - Bellulia antemediana Fibiger, 2008
- Nhóm không biết loài
  - Bellulia kendricki Fibiger, 2010
  - Bellulia basalia Fibiger, 2010
  - Bellulia postea Fibiger, 2010